# 王钫故居
29°30′29.0″N 121°18′08.3″E / 29.508056°N 121.302306°E
王钫故居是中国浙江省宁波市一座明代名人故居，位于奉化区大堰镇大堰村，背靠虎头山，面朝县溪，为明代南京工部尚书王钫的故居，目前仅存中堂和大门，另两进厅堂已毁。大门称“尚书阊门”，为朝廷表彰王钫祖上王文琳而建，混合抬梁、穿斗结构，檩、枋、斗拱均施以彩绘。
2017年，王钫故居门楼及中堂成为浙江省文物保护单位。